# Wachenheim
Wachenheim è un comune di 633 abitanti della Renania-Palatinato, in Germania.

Appartiene al circondario (Landkreis) di Alzey-Worms (targa AZ) ed è parte della comunità amministrativa (Verbandsgemeinde) di Monsheim.